# Liste der Gemeinden der Föderation Bosnien und Herzegowina
Die Kantone der Föderation Bosnien und Herzegowina sind ihrerseits in Gemeinden (općine, Sg općina) untergliedert.

## Grundzüge der Gliederung
Die Gemeinden umfassen gewöhnlich neben einem namengebenden Ort auch dessen Umland mit weiteren Ortschaften. Die Stadt Sarajevo ist eine lokale Gebietskörperschaft mit besonderem Status, die vier eigenständige Gemeinden umfasst, die ein zusammenhängendes städtisches Siedlungsgebiet bilden. Die Stadt Mostar ist eine einheitliche Gemeinde mit besonderem Statut. Die Gemeinden Bihać, Jajce und Zenica tragen ebenfalls offiziell die Bezeichnung Stadt, ohne dass sich ihr rechtlicher Status ansonsten von dem der übrigen Gemeinden unterschiede. (Stadt/Grad im politischen Sinne als amtliche Bezeichnung dieser Gebietskörperschaften ist zu unterscheiden von demselben Wort als Bezeichnung für Ortschaften städtischen Charakters unabhängig von der Gemeindezugehörigkeit.)
Die Einteilung in Gemeinden wurde in den Grundzügen aus der Zeit vor 1992 beibehalten. In einigen Fällen wurden jedoch Gemeinden neu gegliedert. Einige Gemeinden wurden durch die Entitätsgrenze zwischen der Föderation Bosnien-Herzegowina und der Republika Srpska in zwei Teile zerschnitten, aus denen dann eigenständige Gemeinden wurden. So gehören z. B. die Zentren der früheren Gemeinden Doboj, Foča und Pale zur Republika Srpska, während die Gemeinden Doboj Istok, Doboj Jug, Foča-Ustikolina und Pale-Prača der Föderation Bosnien-Herzegowina nur einen geringeren Teil der ehemaligen Gemeinden umfassen.

## Liste
Die nachstehende Liste enthält alle Gemeinden der Föderation Bosnien-Herzegowina, geordnet nach Kantonen, mit der Einwohnerzahl am 31. Dezember 2003 laut amtlicher Schätzung.

### Kanton Una-Sana(Unsko-sanski kanton)
- Stadt Bihać 60.707 (Grad Bihać)
- Bosanska Krupa 29.580
- Bosanski Petrovac 8.151
- Bužim 18.251
- Cazin 61.094
- Ključ 16.020
- Sanski Most 60.537
- Velika Kladuša 49.841

### Kanton Posavina(Posavski kanton)
- Domaljevac-Šamac 5.007
- Odžak 15.918
- Orašje 22.633

### Kanton Tuzla(Tuzlanski kanton)
- Banovići 28.918
- Čelić 15.378
- Doboj Istok 10.607
- Gračanica 53.381
- Gradačac 47.494
- Kalesija 35.147
- Kladanj 15.779
- Lukavac 51.978
- Sapna 14.349
- Srebrenik 42.218
- Teočak 7.052
- Tuzla 133.861
- Živinice 53.053

### Kanton Zenica-Doboj(Zeničko-dobojski kanton)
- Breza 13.867
- Doboj Jug 4.798
- Kakanj 44.124
- Maglaj 21.474
- Olovo 13.004
- Tešanj 48.673
- Usora 7.116
- Vareš 10.099
- Visoko 40.432
- Zavidovići 36.692
- Stadt Zenica (Grad Zenica) 128.495
- Žepče 30.718

### Kanton Bosnisches Podrinje(Bosansko-podrinjski kanton)
- Foča-Ustikolina 2.293
- Goražde 31.582
- Pale-Prača 1.371

### Kanton Mittelbosnien(Srednjobosanski kanton)
- Bugojno 37.425
- Busovača 11.451
- Dobretići 3.262
- Donji Vakuf 13.388
- Fojnica 11.111
- Gornji Vakuf-Uskoplje 19.999
- Stadt Jajce (Grad Jajce) 23.688
- Kiseljak 21.322
- Kreševo 5.937
- Novi Travnik 25.198
- Travnik 51.369
- Vitez 21.354

### Kanton Herzegowina-Neretva(Hercegovačko-neretvanski kanton)
- Čapljina 19.402
- Čitluk 16.419
- Jablanica 13.074
- Konjic 30.009
- Stadt Mostar (Grad Mostar) 105.448
- Neum 4.778
- Prozor 17.326
- Ravno 1.855
- Stolac 10.912

### Kanton West-Herzegowina(Zapadno-hercegovački kanton)
- Grude 13.372
- Ljubuški 22.077
- Posušje 16.122
- Široki Brijeg 29.952

### Kanton Sarajevo(Sarajevski kanton)
- Hadžići 20.133
- Ilidža 47.924
- Ilijaš 15.325
- Stadt Sarajevo (Grad Sarajevo) 297.512
  - Centar 68.067
  - Novi Grad 116.832
  - Novo Sarajevo 74.402
  - Stari Grad 38.211
- Trnovo 836
- Vogošća 19.966

### Kanton 10(Kanton Livno/Livanjski kanton)
- Bosansko Grahovo 2.488
- Drvar 13.006
- Glamoč 4.981
- Kupres 3.018
- Livno 32.454
- Tomislavgrad 27.754